# パナソニック合唱団
パナソニック合唱団（パナソニックがっしょうだん、Panasonic Choir）は、大阪府門真市を本拠地とする混声合唱団。

## 略歴
1974年（昭和49年）6月7日、松下中央混声合唱団として発足。その後1987年（昭和62年）12月に松下中央合唱団、2008年（平成20年）10月に現団名へと改称する。
発足以来現在に至るまでパナソニックグループの従業員を中心として編成されていて、初代常任指揮者の高木善之（1997年退職）、現在の常任指揮者の本城正博（1991年（平成3年）就任）もパナソニックグループの元従業員である。
1994年（平成6年）と2007年（平成19年）の2度、長井賞を受賞。

## 音楽
本城の提唱する「上質で感動のある音楽を創ろう」をモットーに、全日本合唱コンクールへの参加と定期演奏会の開催を主たる活動としている。選曲は「邦人曲も外国曲もいろいろ演奏」しているが、「祈り、願い、救い、希望、などテキストが精神的に深いので、とても魅力があります」として、宗教曲の割合が比較的多い。

### 全日本合唱コンクール
「コンクールは、音楽的レベルを高めるひとつの機会と捉えて出場」している。
結成初年度の1974年に全日本合唱コンクール関西大会に出場。1983年（昭和58年）の第36回全日本合唱コンクール全国大会職場部門に関西代表として初出場。1988年（昭和63年）の第41回で初の全国大会金賞を受賞、このとき同じ大阪府を拠点とし揃って金賞を受賞した住友金属、大和銀行らと「職場のご三家」と称された。その後の1997年（第50回）から16年連続金賞を含む通算で22回の全国大会金賞を受賞。部門最高賞たる労働大臣賞・厚生労働大臣賞を通算5回受賞。

### 定期演奏会
結成3年目の1976年（昭和51年）に第1回を社内で開催。1982年（昭和57年）の第7回より社外（第15回以後は毎年ザ・シンフォニーホール）で開催している。
本城が常任指揮者に就任した1991年の第16回では浅井敬壹を客演に迎え、以後「外部の人から音楽を学ぶ機会を持とう」とたびたび客演指揮者を迎えている。
委嘱作品にも積極的に取り組んでいて、2000年（平成12年）の第25回ではハビエル・ブスト「Stabat Mater」、新実徳英「音楽のとき-6つのワルツ」を委嘱初演した。その後も松下耕、信長貴富、千原英喜、相澤直人といった作曲家への委嘱を行っている。

### その他の活動
「若い世代に音楽の楽しさを伝えたい」として、京阪神地区の大学合唱団とのジョイントコンサートを積極的に開催するほか、「会社の理解に恵まれ」海外で演奏する機会も持ち、1999年（平成11年）にはスペイン・トロサ国際コンクールへの出場と演奏旅行、2005年（平成17年）にはニューヨーク公演、2008年（平成20年）には中国公演も果たしている。

## 委嘱作品
- ハビエル・ブストー「Stabat Mater」（2000年）
- 新実徳英『混声合唱とピアノのための「音楽のとき ─6つのワルツ」』（作詩：川崎洋、2000年）
- ミクローシュ・コチャール「Missa Tertia」（2003年）
- 信長貴富『混声合唱組曲「いまぼくに」』（作詩：谷川俊太郎、2004年）
- 松下耕『2群の混声合唱のための「光・三首」』（作詩：宗左近、2006年）
- 信長貴富『無伴奏混声合唱のための「ガルシア・ロルカ詩集」』（作詩：フェデリコ・ガルシーア・ロルカ、2009年）
- 佐藤賢太郎『Cantata Amoris』（2010年）
- ジョン・オーガスト・パミントゥアン「Dominus Pastor Meus」（2011年）
- ジョン・オーガスト・パミントゥアン「Maria, Mater Gratiae」（2012年）
- 千原英喜『混声合唱のための「天草雅歌＜第二集＞」―東方への道―』（作詩：北原白秋、2012年）
- 石若雅弥「真夏の振り子」（作詩：覚和歌子、2013年）
- 相澤直人『混声合唱アルバム「天使、まだ手探りしている」』（作詩：谷川俊太郎、2017年）
- スティーヴ・ドブロゴス『MASS ROMANUM』（2019年）
- 首藤健太郎『混声合唱とピアノのためのソナタ第2番』（作詩：八木重吉、2022年）
- 千原英喜『混声合唱のための三つの交響（Kōkyō）3 Corali Sinfonici for mixed chorus』（作詩：北原白秋、島崎藤村、宮沢賢治、2023年）

## CD
- 『Prayer ～祈り～ “松下中央合唱団からパナソニック合唱団へ” 全日本合唱コンクール曲撰』（2009年1月、Brain Music、OSBR-25008）
- 『“新しい音楽とともに ～30th Anniversary～”（委嘱・初演作品集）ジョバンニ・レコードコーラスライブラリーシリーズ』（2004年12月、Giovanni、GVCS-30407）
- 『“新しい音楽とともに 2”（委嘱・初演作品集）ジョバンニ・レコードコーラスライブラリーシリーズ』（2012年11月、Brain Music、OSBR-29013）
- 『天草雅歌＜第二集＞ ～千原英喜作品集～』（2013年5月、Brain Music、OSBR-29043）